# Erythrococca
Genre
Erythrococca est un genre de plantes à fleurs de la famille des Euphorbiaceae.

## Liste des variétés et espèces
Selon Catalogue of Life (27 juillet 2017) :
- Erythrococca abyssinica Pax
- Erythrococca africana (Baill.) Prain
- Erythrococca angolensis (Müll.Arg.) Prain
- Erythrococca anomala (Juss. ex Poir.) Prain
- Erythrococca atrovirens (Pax) Prain
- Erythrococca berberidea Prain
- Erythrococca bongensis Pax
- Erythrococca chevalieri (Beille) Prain
- Erythrococca columnaris (Müll.Arg.) Prain
- Erythrococca dewevrei (Pax) Prain
- Erythrococca fischeri Pax
- Erythrococca hispida (Pax) Prain
- Erythrococca integrifolia Radcl.-Sm.
- Erythrococca kirkii (Müll.Arg.) Prain
- Erythrococca laurentii Prain
- Erythrococca macrophylla Prain
- Erythrococca mannii (Hook.f.) Prain
- Erythrococca membranacea (Müll.Arg.) Prain
- Erythrococca menyharthii (Pax) Prain
- Erythrococca molleri (Pax) Prain
- Erythrococca natalensis Prain
- Erythrococca neglecta Pax & K.Hoffm.
- Erythrococca pallidifolia (Pax & K.Hoffm.) Keay
- Erythrococca parvifolia Chiov.
- Erythrococca patula (Prain) Prain
- Erythrococca pauciflora (Müll.Arg.) Prain
- Erythrococca pentagyna Radcl.-Sm.
- Erythrococca poggei (Prain) Prain
- Erythrococca poggeophyton Prain
- Erythrococca polyandra (Pax & K.Hoffm.) Prain
- Erythrococca pubescens Radcl.-Sm.
- Erythrococca rivularis (Müll.Arg.) Prain
- Erythrococca sanjensis Radcl.-Sm.
- Erythrococca subspicata Prain
- Erythrococca trichogyne (Müll.Arg.) Prain
- Erythrococca tristis (Müll.Arg.) Prain
- Erythrococca ulugurensis Radcl.-Sm.
- Erythrococca uniflora M.G.Gilbert
- Erythrococca usambarica Prain
- Erythrococca welwitschiana (Müll.Arg.) Prain
- Erythrococca zambesiaca Prain

Selon World Checklist of Selected Plant Families (WCSP) (27 juillet 2017) :
- Erythrococca abyssinica Pax (1894)
- Erythrococca africana (Baill.) Prain (1911)
- Erythrococca angolensis (Müll.Arg.) Prain (1911)
- Erythrococca anomala (Juss. ex Poir.) Prain (1911)
- Erythrococca atrovirens (Pax) Prain (1911)
- Erythrococca berberidea Prain (1911)
- Erythrococca bongensis Pax (1894)
- Erythrococca chevalieri (Beille) Prain (1911)
- Erythrococca columnaris (Müll.Arg.) Prain (1911)
- Erythrococca dewevrei (Pax) Prain (1911)
- Erythrococca fischeri Pax (1894)
- Erythrococca hispida (Pax) Prain (1911)
- Erythrococca integrifolia Radcl.-Sm. (1984)
- Erythrococca kirkii (Müll.Arg.) Prain (1911)
- Erythrococca laurentii Prain (1911)
- Erythrococca macrophylla Prain (1911)
- Erythrococca mannii (Hook.f.) Prain (1911)
- Erythrococca membranacea (Müll.Arg.) Prain (1911)
- Erythrococca menyharthii (Pax) Prain (1911)
- Erythrococca molleri (Pax) Prain (1911)
- Erythrococca natalensis Prain (1911)
- Erythrococca neglecta Pax & K.Hoffm. (1914)
- Erythrococca pallidifolia (Pax & K.Hoffm.) Keay (1955)
- Erythrococca patula (Prain) Prain (1911)
- Erythrococca pauciflora (Müll.Arg.) Prain (1911)
- Erythrococca pentagyna Radcl.-Sm. (1991)
- Erythrococca poggei (Prain) Prain (1911)
- Erythrococca poggeophyton Prain (1911)
- Erythrococca polyandra (Pax & K.Hoffm.) Prain (1911)
- Erythrococca pubescens Radcl.-Sm. (1978)
- Erythrococca rivularis (Müll.Arg.) Prain (1911)
- Erythrococca sanjensis Radcl.-Sm. (1986)
- Erythrococca subspicata Prain (1911)
- Erythrococca trichogyne (Müll.Arg.) Prain (1911)
  - variété Erythrococca trichogyne var. psilogyne Radcl.-Sm. (1992)
  - variété Erythrococca trichogyne var. trichogyne
- Erythrococca tristis (Müll.Arg.) Prain (1911)
- Erythrococca ulugurensis Radcl.-Sm. (1978)
- Erythrococca uniflora M.G.Gilbert (1987)
- Erythrococca usambarica Prain (1911)
- Erythrococca welwitschiana (Müll.Arg.) Prain (1911)
- Erythrococca zambesiaca Prain (1911)

Selon NCBI (27 juillet 2017) :
- Erythrococca africana
- Erythrococca anomala
- Erythrococca berberidea
- Erythrococca menyharthii

Selon The Plant List (27 juillet 2017) :
- Erythrococca abyssinica Pax
- Erythrococca africana (Baill.) Prain
- Erythrococca angolensis (Müll.Arg.) Prain
- Erythrococca anomala (Juss. ex Poir.) Prain
- Erythrococca atrovirens (Pax) Prain
- Erythrococca berberidea Prain
- Erythrococca bongensis Pax
- Erythrococca chevalieri (Beille) Prain
- Erythrococca columnaris (Müll.Arg.) Prain
- Erythrococca dewevrei (Pax) Prain
- Erythrococca fischeri Pax
- Erythrococca hispida (Pax) Prain
- Erythrococca integrifolia Radcl.-Sm.
- Erythrococca kirkii (Müll.Arg.) Prain
- Erythrococca laurentii Prain
- Erythrococca macrophylla Prain
- Erythrococca mannii (Hook.f.) Prain
- Erythrococca membranacea (Müll.Arg.) Prain
- Erythrococca menyharthii (Pax) Prain
- Erythrococca molleri (Pax) Prain
- Erythrococca natalensis Prain
- Erythrococca neglecta Pax & K.Hoffm.
- Erythrococca pallidifolia (Pax & K.Hoffm.) Keay
- Erythrococca parvifolia Chiov.
- Erythrococca patula (Prain) Prain
- Erythrococca pauciflora (Müll.Arg.) Prain
- Erythrococca pentagyna Radcl.-Sm.
- Erythrococca poggei (Prain) Prain
- Erythrococca poggeophyton Prain
- Erythrococca polyandra (Pax & K.Hoffm.) Prain
- Erythrococca pubescens Radcl.-Sm.
- Erythrococca rivularis (Müll.Arg.) Prain
- Erythrococca sanjensis Radcl.-Sm.
- Erythrococca subspicata Prain
- Erythrococca trichogyne (Müll.Arg.) Prain
- Erythrococca tristis (Müll.Arg.) Prain
- Erythrococca ulugurensis Radcl.-Sm.
- Erythrococca uniflora M.G.Gilbert
- Erythrococca usambarica Prain
- Erythrococca welwitschiana (Müll.Arg.) Prain
- Erythrococca zambesiaca Prain

Selon Tropicos (27 juillet 2017) (Attention liste brute contenant possiblement des synonymes) :
- Erythrococca abyssinica Pax
- Erythrococca aculeata Benth.
- Erythrococca africana (Baill.) Prain
- Erythrococca angolensis (Müll. Arg.) Prain
- Erythrococca anomala (Juss. ex Poir.) Prain
- Erythrococca atrovirens (Pax) Prain
- Erythrococca berberidea Prain
- Erythrococca bongensis Pax
- Erythrococca chevalieri (Beille) Prain
- Erythrococca columnaris (Müll. Arg.) Prain
- Erythrococca dewevrei (Pax) Prain
- Erythrococca fischeri Pax
- Erythrococca flaccida (Pax) Prain
- Erythrococca hirta Pax
- Erythrococca hispida (Pax) Prain
- Erythrococca integrifolia Radcl.-Sm.
- Erythrococca kirkii (Müll. Arg.) Prain
- Erythrococca lasiococca (Pax) Prain
- Erythrococca laurentii Prain
- Erythrococca ledermanniana Prain
- Erythrococca macrophylla Prain
- Erythrococca mannii (Hook. f.) Prain
- Erythrococca membranacea (Müll. Arg.) Prain
- Erythrococca menyharthii (Pax) Prain
- Erythrococca microphyllina Pax & K. Hoffm.
- Erythrococca mildbraedii (Pax) Prain
- Erythrococca mitis Pax
- Erythrococca molleri (Pax) Prain
- Erythrococca natalensis Prain
- Erythrococca neglecta Pax & K. Hoffm.
- Erythrococca olacifolia Prain
- Erythrococca oleracea (Prain) Prain
- Erythrococca pallidifolia (Pax & K. Hoffm.) Keay
- Erythrococca parvifolia Chiov.
- Erythrococca patula (Prain) Prain
- Erythrococca pauciflora (Müll. Arg.) Prain
- Erythrococca paxii Rendle
- Erythrococca pentagyna Radcl.-Sm.
- Erythrococca poggei (Prain) Prain
- Erythrococca poggeophyton Prain
- Erythrococca polyandra (Pax & K. Hoffm.) Prain
- Erythrococca pubescens Radcl.-Sm.
- Erythrococca rigidifolia Pax
- Erythrococca rivularis (Müll. Arg.) Prain
- Erythrococca sanjensis Radcl.-Sm.
- Erythrococca stolziana Pax & K. Hoffm.
- Erythrococca subspicata Prain
- Erythrococca trichogyne (Müll. Arg.) Prain
- Erythrococca tristis (Müll. Arg.) Prain
- Erythrococca ulugurensis Radcl.-Sm.
- Erythrococca uniflora M.G. Gilbert
- Erythrococca usambarica Prain
- Erythrococca welwitschiana (Müll. Arg.) Prain
- Erythrococca zambesiaca Prain